# Château d'eau d'Espoonlahti
Le château d’eau d'Espoonlahti (finnois : Espoonlahden vesitorni) est situé dans le quartier de Saunalahti à Espoo en Finlande.

## Présentation
Le château d'eau, de 44 mètres de hauteur, est construit juste au nord de la Länsiväylä, près de la zone résidentielle de Nöykkiö.
Le château d'eau composé de quatre réservoirs d'eau de 2 000 mètres cubes a été construit en 1993.